# Jagoštica
Jagoštica (cyr. Јагоштица) – wieś w Serbii, w okręgu zlatiborskim, w gminie Bajina Bašta. W 2011 roku liczyła 77 mieszkańców.